# Jean de Lacvivier (abbé)
 (avril 2018).

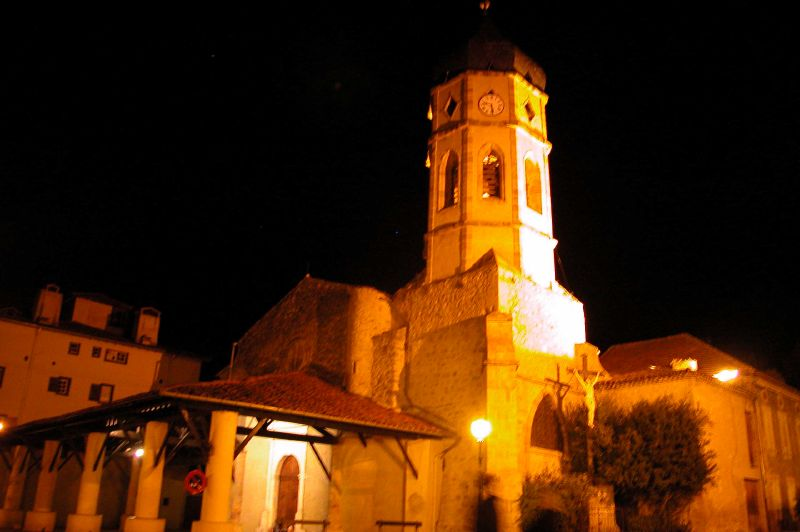
Le Mas-d'Azil aujourd'hui

Jean de Lacvivier est prieur du monastère de Saint-Béat au diocèse de Comminges. Il devient abbé du monastère bénédictin du Mas-d'Azil (occitan : Lo Mas d'Asilh) fondé en 1286 au diocèse de Rieux, élu en 1426 par l'autorité apostolique du pape Martin V qui le préféra à Jean Arnauld de Château-Verdun, moine de l'abbaye de Lagrasse au diocèse de Carcassonne.